# Soudní řád správní
Soudní řád správní (ve zkratce SŘS nebo s. ř. s.) je název zákona č. 150/2002 Sb., který je základním procesním předpisem upravujícím správní soudnictví. Jeho zavedení do českého právního řádu bylo reakcí na nález Ústavního soudu ze dne 27. června 2001, sp. zn. Pl. ÚS 16/99 (publikováno pod č. 276/2001 Sb.), kterým byla zrušena celá tehdejší pátá část občanského soudního řádu, která do té doby správní soudnictví upravovala. Soudní řád správní upravuje nejen řízení před správním soudem, ale i organizaci tohoto typu soudnictví, např. poprvé na zákonné úrovni je normováno postavení a působnost Nejvyššího správního soudu. Ve správním soudnictví se dále subsidiárně použije občanský soudní řád a úprava správních soudů je také subsidiárně řešena v zákoně o soudech a soudcích.

## Systematika zákona
Správní řád soudní se člení na celkem 6 částí:
1. Základní ustanovení – definuje správní soudnictví, určuje správní soudy (krajské soudy a Nejvyšší správní soud) a upravuje jejich pravomoc a příslušnost
2. Organizace – především zřizuje Nejvyšší správní soud a upravuje jeho postavení a organizaci
3. Řízení ve správním soudnictví – upravuje obecné otázky správního soudnictví, jednotlivé druhy řízení (o žalobě proti rozhodnutí správního orgánu, o ochraně proti nečinnosti správního orgánu, o ochraně před nezákonným zásahem, pokynem nebo donucením správního orgánu, ve věcech volebních a ve věcech místního referenda, ve věcech politických stran a politických hnutí, o kompetenčních žalobách, o zrušení opatření obecné povahy nebo jeho části) a opravné prostředky
4. Zvláštní ustanovení k postavení soudců ve správním soudnictví – zajišťuje realizaci správního soudnictví úpravou přidělování a překládání soudců ke správním soudům
5. Ustanovení přechodná a zmocňovací – upravuje další otázky v zájmu realizace správního soudnictví
6. Účinnost – 1. 1. 2003